# Атлетико Малагеньо
«Атлетико Малагеньо» (исп. Atlético Malagueño) — испанский футбольный клуб из Малаги, в одноимённой провинции в автономном сообществе Андалусия, резервная команда клуба «Малага». Клуб основан в 1990 году, гостей принимает на арене «Сьюдад Депортива», вмещающей 1 300 зрителей. В Примере команда никогда не выступала, лучшим результатом является 15-е место в «Сегунде» в сезоне 2003/04.

## История
Клуб был основан в 1990 году под названием «Сосьедад Депортива Маласитана» и был второй командой «Атлетико Малагеньо» (с 1948 по 1994 год под таким названием выступала «Малага»). В 1994 году «Атлетико Малагеньо» стал «Малагой», а «Сосьедад Депортива Маласитана» был переименован в «Малага Б». С 2003 по 2006 год «Малага Б» играла в Сегунде, но затем вылетела в Сегунду Б, а ещё через сезон вылетела в Терсеру, где сейчас и выступает. С 2009 года клуб имеет название «Атлетико Малагеньо».

## Прежние названия
- 1990—1994 — «Маласитана»
- 1994—2009 — «Малага B»
- 2009— «Атлетико Малагеньо»

## Статистика сезонов
| Сезон     | Дивизион | Место |
| --------- | -------- | ----- |
| с 1990-96 | Регионал |       |
| 1996/97   | 3ª       | 11-е  |
| 1997/98   | 3ª       | 6-е   |
| 1998/99   | 3ª       | 1-е   |
| 1999/00   | 3ª       | 7-е   |
| 2000/01   | 3ª       | 2-е   |
| 2001/02   | 3ª       | 2-е   |
| 2002/03   | 2ªB      | 2-е   |
| 2003/04   | 2ª       | 15-е  |
| 2004/05   | 2ª       | 17-е  |
| 2005/06   | 2ª       | 21-е  |

| Сезон   | Дивизион | Место |
| ------- | -------- | ----- |
| 2006/07 | 2ªB      | 20-е  |
| 2007/08 | 3ª       | 15-е  |
| 2008/09 | 3ª       | 4-е   |
| 2009/10 | 3ª       | 6-е   |
| 2010/11 | 3ª       | 4-е   |
| 2011/12 | 3ª       | 5-е   |
| 2012/13 | 3ª       | 4-е   |
| 2013/14 | 3ª       | 3-е   |
| 2014/15 | 3ª       | 2-е   |
| 2015/16 | 3ª       | 2-е   |
| 2016/17 | 3ª       |       |

## Известные игроки и воспитанники
- / Черно Самба
- Алексис Руано
- Хуан Калатаюд
- Диего Кастро
- Хесус Гамес
- Хосеми
- Кико
- Коке
- Сесар Навас
- Марк Торрехон
- Адор
- Альваро Силва
- Маноло Рейна
- Армандо Лосано
- Наусет Перес
- Перико
- Абель
- Андреу
- Усеро
- / Мауро Боселли